# Xã Barton, Quận Arkansas, Arkansas
Xã Barton (tiếng Anh: Barton Township) là một xã thuộc quận Arkansas, tiểu bang Arkansas, Hoa Kỳ. Năm 2010, dân số của xã này là 210 người.